# Cetomimus teevani
Cetomimus teevani är en fiskart som beskrevs av Robert Rees Harry 1952. Cetomimus teevani ingår i släktet Cetomimus och familjen Cetomimidae. IUCN kategoriserar arten globalt som livskraftig. Inga underarter finns listade i Catalogue of Life.